# James Bay

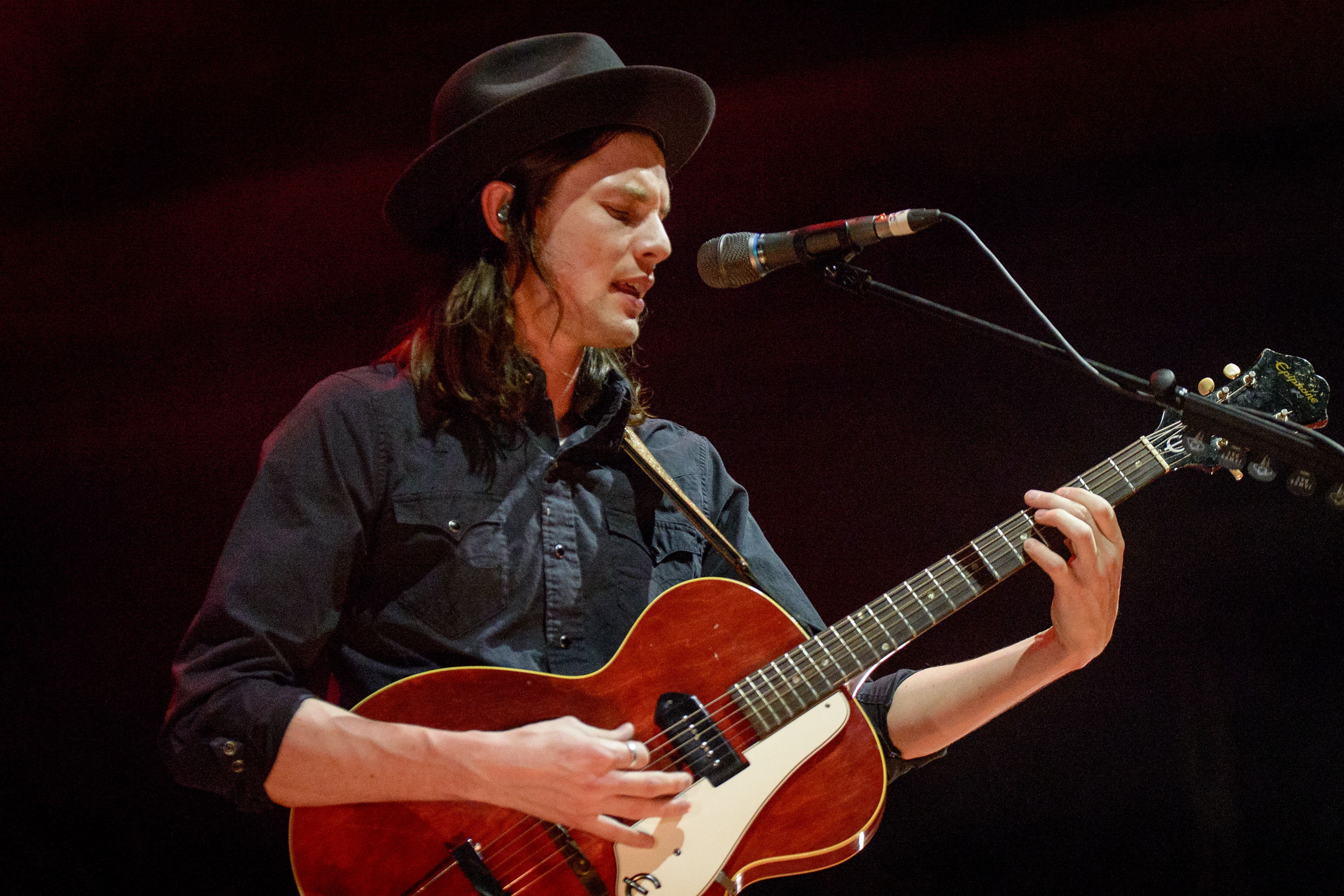
James Bay en 2016.

James Bay, né le 4 septembre 1990 à Hitchin dans l'Hertfordshire, est un chanteur, auteur-compositeur, guitariste et pianiste anglais.

## Biographie
James Bay est un chanteur et auteur-compositeur britannique, né le 4 septembre 1990 à Hitchin dans l'Hertfordshire, en Angleterre. Il se passionne pour la guitare dès son plus jeune âge, en observant une vieille guitare rachetée par son père qui prenait la poussière. À environ 11 ans, le jeune James traîne son père dans un magasin d'instruments de musique. Il apprend alors à jouer seul, à l'oreille. À partir de ce moment, il ne s'arrête plus. Adolescent, il crée des groupes avec ses frères ou ses amis. À 16 ans, il se lance en solo et se produit dans des bars.
À 18 ans, James déménage à Brighton pour ses études. Il met de côté ses études d'art pour se concentrer sur l'étude de la musique au Brighton Institute of Modern Music (en). Il commence à faire de la scène. Par la suite, il déménage à Londres, et c'est là que commence le succès. Il fait la première partie des Rolling Stones en 2013, et se fait repérer par Le label Républicain Records, avec qui il signe en une semaine.
James Bay part en tournée dès la sortie de son premier EP en juillet 2013. Quelques mois plus tard, il sort son deuxième EP, intitulé Let it Go , qui est un grand succès. Il part en 2014 en tournée avec Hozier. Après 4 EP, James sort enfin son premier album, Chaos and The Calm en mars 2015. Il extrait un single nommé Hold Back The River, qui se classe dans le top 5 dans plusieurs pays. Au printemps 2015, il prévoit une tournée avec quelques dates en France.
En 2016, on retrouve James Bay en duo avec KT Tunstall avec le titre Two Way sur le nouvel album de cette dernière, KIN. Ils se sont rencontrés sur le plateau de Jools Holland et KT Tunstall avait lu une interview de lui expliquant qu'il était un fan de sa musique, ils ont alors naturellement convenu d'enregistrer un titre ensemble.
En mars 2025, il est sur la scène de Star Académie et, dans les minutes suivant sa prestation, tous les billets pour son spectacle du 28 mai 2025 au MTELUS étaient vendus.

## Discographie

### Albums studio
- 2015 : Chaos and the Calm
- 2018 : Electric Light
- 2022 : Leap
- 2024 : Changes All the Time

### Singles
- 2013 : The Dark Of The Morning
- 2014 : Let It Go
- 2014 : Hold Back The River
- 2014 : Hear Your heart
- 2015 : Scars
- 2015 : If You Ever Want To Be In Love
- 2016 : Best Fake Smile
- 2016 : Running
- 2018 : Wild Love
- 2018 : Pink Lemonade
- 2018 : Us
- 2019 : Peer pressure (feat Julia Michaels )
- 2020 : Chew On My Heart

### EP
- 2013 : The Dark Of The Morning
- 2014 : Let It Go
- 2014 : Hold Back The River
- 2015 : Other Sides
- 2019 : Oh My Messy Mind